# Finnur Jónsson (Philologe)

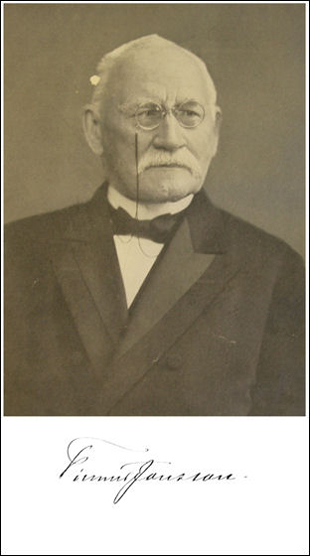
Finnur Jónsson

Finnur Jónsson (* 29. Mai 1858 in Akureyri; † 30. März 1934 in Kopenhagen) war ein isländischer skandinavistischer Mediävist. Finnur war Ordinarius für nordische Philologie an der Universität Kopenhagen. Sein wissenschaftliches Werk wirkt bis heute nach durch seine Editionen zu den Werken der altnordischen Literaturen aus Saga, Edda und Skaldendichtung.
Er studierte ab 1878 in Kopenhagen, wurde dort 1884 promoviert mit einer Dissertation über die Skaldendichtung. Dort wurde er 1887 zunächst Dozent. 1898 außerordentlicher und im April 1911 ordentlicher Professor für Nordische Philologie; emeritiert 1928. 1901 wurde er zum korrespondierenden Mitglied der Göttinger Akademie der Wissenschaften und 1920 der British Academy gewählt.
Lehr- und Forschungsschwerpunkt Finnur Jónssons waren die altwestnordischen Dichtungen des Früh- bis Hochmittelalters. Seine wichtigsten Werke sind Den norsk-islandske skjaldedigtning, eine Edition des gesamten Corpus der Skaldendichtung in zwei Teilen. Ein weiteres ist das Lexikon Poeticum, ein Wörterbuch der altnordischen Dichtung und mit Den oldnorske og oldislandske litteraturs Historie eine Geschichte der altnordischen Literatur.